# Michael Nicklasson
Michael Nicklasson er en svensk musiker, bedst kendt som bassist i det svenske melodiske dødsmetal band Dark Tranquillity. Nicklasson sluttede sig til bandet i 1998, da den gamle bassist Martin Henriksson skiftede position til rytmeguitarist i bandet.